# 格羅夫鎮區 (明尼蘇達州斯特恩斯縣)
格羅夫鎮區（英語：Grove Township）是位於美國明尼蘇達州斯特恩斯縣的一個行政鎮區，於1867年設立。

## 地方資料
格羅夫鎮區的面積為87.18平方千米，當中陸地面積為85.98平方千米，而水域面積為1.20平方千米。根據2020年美國人口普查的數據，當地共有人口480人，而人口密度為每平方千米5.51人。